# Травила
Травила (енгл. Travilah) насељено је место без административног статуса у америчкој савезној држави Мериленд.

## Демографија
По попису из 2010. године број становника је 12.159, што је 4.717 (63,4%) становника више него 2000. године.
| Група             | 2000.         | 2010.         |
| Белци             | 5.733 (77,0%) | 7.167 (58,9%) |
| Афроамериканци    | 259 (3,5%)    | 594 (4,9%)    |
| Азијати           | 1.020 (13,7%) | 3.610 (29,7%) |
| Хиспаноамериканци | 277 (3,7%)    | 439 (3,6%)    |
| Укупно            | 7.442         | 12.159        |